# ماريا ساندر
ماريا ساندر (بالألمانية: Maria Sander)‏ هي منافسة ألعاب القوى ألمانية، ولدت في 30 أكتوبر 1924 في دينسلاكن في ألمانيا، وتوفيت في 12 يناير 1999 في موكس في ألمانيا.

## وصلات خارجية
- ماريا ساندر على موقع اللجنة الأولمبية الدولية (الإنجليزية)
- ماريا ساندر على موقع أوليمبيديا (الإنجليزية)